# Nummer 1-hits in de Billboard Best Sellers Chart in 1946
Deze hits stonden in 1946 op nummer 1 in Billboards Best-Selling Popular Retail Records hitlijst.
| Datum        | Artiest                        | Titel                                  |
| ------------ | ------------------------------ | -------------------------------------- |
| 5 januari    | Freddy Martin                  | Symphony                               |
| 12 januari   | Freddy Martin                  | Symphony                               |
| 19 januari   | Bing Crosby & Carmen Cavallaro | I can't begin to tell you              |
| 26 januari   | Vaughn Monroe                  | Let it snow! Let it snow! Let it snow! |
| 2 februari   | Vaughn Monroe                  | Let it snow! Let it snow! Let it snow! |
| 9 februari   | Vaughn Monroe                  | Let it snow! Let it snow! Let it snow! |
| 16 februari  | Vaughn Monroe                  | Let it snow! Let it snow! Let it snow! |
| 23 februari  | Vaughn Monroe                  | Let it snow! Let it snow! Let it snow! |
| 2 maart      | Betty Hutton                   | Doctor, lawyer, Indian chief           |
| 9 maart      | Johnny Mercer                  | Personality                            |
| 16 maart     | Frankie Carle                  | Oh! What it seemed to be               |
| 23 maart     | Frankie Carle                  | Oh! What it seemed to be               |
| 30 maart     | Frankie Carle                  | Oh! What it seemed to be               |
| 6 april      | Frankie Carle                  | Oh! What it seemed to be               |
| 13 april     | Frankie Carle                  | Oh! What it seemed to be               |
| 20 april     | Frankie Carle                  | Oh! What it seemed to be               |
| 27 april     | Sammy Kaye                     | I'm a big girl now                     |
| 4 mei        | Perry Como                     | Prisoner of love                       |
| 11 mei       | Perry Como                     | Prisoner of love                       |
| 18 mei       | Perry Como                     | Prisoner of love                       |
| 25 mei       | The Ink Spots                  | The gypsy                              |
| 1 juni       | The Ink Spots                  | The gypsy                              |
| 8 juni       | The Ink Spots                  | The gypsy                              |
| 15 juni      | The Ink Spots                  | The gypsy                              |
| 22 juni      | The Ink Spots                  | The gypsy                              |
| 29 juni      | The Ink Spots                  | The gypsy                              |
| 6 juli       | The Ink Spots                  | The gypsy                              |
| 13 juli      | The Ink Spots                  | The gypsy                              |
| 20 juli      | The Ink Spots                  | The gypsy                              |
| 27 juli      | The Ink Spots                  | The gypsy                              |
| 3 augustus   | Perry Como                     | Surrender                              |
| 10 augustus  | Eddy Howard                    | To each his own                        |
| 17 augustus  | Eddy Howard                    | To each his own                        |
| 24 augustus  | Eddy Howard                    | To each his own                        |
| 31 augustus  | Freddy Martin                  | To each his own                        |
| 7 september  | Freddy Martin                  | To each his own                        |
| 14 september | Frank Sinatra                  | Five minutes more                      |
| 21 september | The Ink Spots                  | To each his own                        |
| 28 september | Frank Sinatra                  | Five minutes more                      |
| 5 oktober    | Eddy Howard                    | To each his own                        |
| 12 oktober   | Eddy Howard                    | To each his own                        |
| 19 oktober   | Frankie Carle                  | Rumors are flying                      |
| 26 oktober   | Frankie Carle                  | Rumors are flying                      |
| 2 november   | Frankie Carle                  | Rumors are flying                      |
| 9 november   | Frankie Carle                  | Rumors are flying                      |
| 16 november  | Frankie Carle                  | Rumors are flying                      |
| 23 november  | Frankie Carle                  | Rumors are flying                      |
| 30 november  | Frankie Carle                  | Rumors are flying                      |
| 7 december   | Frankie Carle                  | Rumors are flying                      |
| 14 december  | Kay Kyser                      | Ole buttermilk sky                     |
| 21 december  | Kay Kyser                      | Ole buttermilk sky                     |
| 28 december  | Sammy Kaye                     | The old lamp-lighter                   |

1940 ·
1941 · 
1942 ·
1943 ·
1944 ·
1945 ·
1946 ·
1947 ·
1948 ·
1949 ·
1950 ·
1951 ·
1952 ·
1953 ·
1954 ·
1955 ·
1956 ·
1957 ·
1958 ·
1959 ·
1960 ·
1961 ·
1962 ·
1963 ·
1964 ·
1965 ·
1966 ·
1967 ·
1968 ·
1969 ·
1970 ·
1971 ·
1972 ·
1973 ·
1974 ·
1975 ·
1976 ·
1977 ·
1978 ·
1979 ·
1980 ·
1981 ·
1982 ·
1983 ·
1984 ·
1985 ·
1986 ·
1987 ·
1988 ·
1989 ·
1990 ·
1991 ·
1992 ·
1993 ·
1994 ·
1995 ·
1996 ·
1997 ·
1998 ·
1999 ·
2000 ·
2001 ·
2002 ·
2003 ·
2004 ·
2005 ·
2006 ·
2007 ·
2008 ·
2009 ·
2010 ·
2011 ·
2012 ·
2013 ·
2014 ·
2015 ·
2016 ·
2017 ·
2018 ·
2019 ·
2020 ·
2021 ·
2022 ·
2023